# 카오파놈군
카오파놈군은 끄라비주의 행정 구역이다. 이 지역의 총 인구 수는 2548년 기준으로 45982명이다. 인구 밀도는 58.3km2이다.

## 행정 구역
| 번호 | 지명        | 태국어 지명 | 빌리지 | 인구  |  |
| 1.   | Khao Phanom | เขาพนม      | 10     | 9,774 |  |
| 2.   | Khao Din    | เขาดิน       | 9      | 7,553 |  |
| 3.   | Sin Pun     | สินปุน        | 10     | 7,751 |  |
| 4.   | Phru Tiao   | พรุเตียว      | 10     | 7,854 |  |
| 5.   | Na Khao     | หน้าเขา      | 8      | 8,024 |  |
| 6.   | Khok Han    | โคกหาร      | 7      | 5,026 |  |

|  | 이 글은 지리에 관한 토막글입니다. 여러분의 지식으로 알차게 문서를 완성해 갑시다. |